# Zwierzyniec (Kórnik)
Zwierzyniec – część miasta Kórnika nad Jeziorem Kórnickim. Jest to przede wszystkim obszar leśny (Las Doświadczalny Zwierzyniec) z zespołem zabudowań Instytutu Dendrologii Polskiej Akademii Nauk.